# Стара діва (фільм)
«Стара діва» (фр. La Vieille Fille) — кінофільм спільного французько-італійського виробництва поставлений режисером Жан-П'єр Бланом у 1972 році. Головні ролі виконали Філіпп Нуаре та Анні Жирардо.
Фільм був зареєстрований на 22-му Берлінському міжнародному кінофестивалі, де Блан отримав «Срібного ведмедя» за найкращу режисуру.

## Сюжет
Габріель прямує на власній машині до Іспанії на відпочинок, але його машина зламалася, і він змушений залишитися у приморському готелі Франції на кілька днів, поки машину ремонтують. У їдальні готелю єдиний обідній стіл, за яким є вільне місце, займає Мюріель, жінка середнього віку, і Габріель не може відмовити собі в бажанні пофліртувати з жінкою. Спочатку вона сувора з ним, але незабаром вони подружилися. Її ніколи не сватали, і вона перетворилася на стару діву. Але з Габріелем вона відчуває проблиск романтики.

## В ролях
| Актор             | Роль               |
| ----------------- | ------------------ |
| Філіпп Нуаре      | Габріель           |
| Анні Жирардо      | Мюріель            |
| Марта Келлер      | Віка               |
| Майкл Лонсдейл    | Анрі-Жак Моно      |
| Едіт Скоб         | Едіт, дружина Моно |
| Кетрін Самі       | Клотільда          |
| Марія Шнайдер     | Мом                |
| Лоренца Гуеррьєрі | Пунайса            |
| Альберт Сімоно    | Даніель, портьє    |
| Жан-П'єр Даррас   | метрдотель         |

## Відгук
Після показу фільму дистриб’ютори відмовилися випустити його, незважаючи на спільну зіркову силу двох головних ролей, Анні Жірардо та Філіпа Нуаре. Однак його нарешті випустили як наповнювач після комерційного провалу фільму Франсуа Трюффо «Дві англійські дівчата». Попри всі труднощі, «Стара діва» мала успіх у критиків і комерційний успіх, провівши десять тижнів у першій десятці касових зборів Франції.